# Robert C. Martin
Pour les articles homonymes, voir Robert Martin et Martin.
Robert Cecil Martin (familièrement connu sous le nom Uncle Bob) est un ingénieur logiciel et auteur américain. Il est né le 5 décembre 1952. Il est co-auteur du Manifeste Agile,. Il dirige maintenant la société de conseil Uncle Bob Consulting LLC et le site web Clean Coders, qui héberge des vidéos basées sur son expérience et ses publications. Il est surtout connu pour avoir promu de nombreux principes de conception de logiciels et pour être l'auteur et signataire de l'influent Manifeste Agile.
Martin a écrit de nombreux livres et articles de revues. Il a été rédacteur en chef du magazine C++ Report (en) et a été le premier président de l'Agile Alliance.

## Publications
- Robert C. Martin, Agile Software Development : Principles, Patterns, and Practices, Upper Saddle River, NJ, Pearson Education, 2002 (ISBN 978-0-13-597444-5)
- Robert C. Martin, Clean Code : A Handbook of Agile Software Craftsmanship, Upper Saddle River, NJ, Prentice Hall, 2009, 431 p. (ISBN 978-0-13-235088-4)
- Robert C. Martin, The Clean Coder : A Code of Conduct for Professional Programmers, Upper Saddle River, NJ, Prentice Hall, 2011, 210 p. (ISBN 978-0-13-708107-3, lire en ligne)
- Robert C. Martin, Clean Architecture : A Craftsman's Guide to Software Structure and Design, Prentice Hall, 2017, 404 p. (ISBN 978-0-13-449416-6)
- Pete McBreen, « Is XP Still Relevant? », Springer-Verlag,‎ 2002 (lire en ligne)
- Robert C. Martin, Coder proprement, Pearson France, 2019  (ISBN 9782326002272)